# Flatlife
Flatlife is een korte animatiefilm van Jonas Geirnaert. De film won in 2004 de prijs van de jury op het Filmfestival van Cannes. Toen hij het filmpje inzond voor selectie, was alleen de eerste minuut van klank voorzien. Deze film was zijn eindwerk en was dus nog niet helemaal af op de uiterste inzenddatum voor selectie. In Flatlife volgen we de lotgevallen van vier appartementsbewoners van wie het leven wordt beheerst door de handelingen van de andere bewoners. Jonas Geirnaert besteedde twee jaar aan het beeldmateriaal van Flatlife en tekende de meer dan 9000 animatiebeelden zelf. In tegenstelling tot Geirnaerts vorige film The All-American Alphabet bevat Flatlife geen politieke boodschap.

## Verhaal
Vier personen wonen in dezelfde flat. Ze ondervinden altijd wel hinder van de activiteiten van de andere bewoners, welke handeling ze ook ondernemen. De was doen, een kaartentoren bouwen, een schilderij ophangen of zelfs televisie kijken, niets is evident en alles heeft gevolgen. Verder zijn er nog externe factoren zoals de Grote Panda.

## Credits
- Regisseur, verhaal, animatie & montage – Jonas Geirnaert
- Productie - Hogeschool Gent - KASK
- Promotor – Jean-Marie Demeyer
- Copromotor – Rob Breyne
- Computerexpert – Geert Vergauwe
- Adviseurs storyboard – Jerzy Kucia, Jonas Raeber, Gabor Steisinger, Daniel Szczechura
- Muziek uitvoering – Ward Seyssens
- Muziek compositie – Jonas Geirnaert
- Geluid – Louis Demeyere, Greet Vergauwe
- Geluidsassistent – Wouter Sel
- Geluid postproductie – Studio l’Equipe
- Kleurassistent – Koen De Poorter
- Film Lab – Color by Dejonghe
- Promotie van de film - Hogeschool Gent - KASK, Flanders Image

## Prijzen
- Filmfestival Cannes
  - 2004 - Prijs van de Jury: gewonnen
  - 2004 - Gouden Palm Korte Film: genomineerd
- Internationaal kortfilmfestival leuven
  - 2004 - Prijs van het publiek voor beste korte Vlaamse animatiefilm.
- Angers European First Film Festival (Frankrijk)
  - 2005 - Prix UIP Angers (Europese Korte Film): gewonnen
- Cartoon Forum, Europe
  - 2005 - Cartoon d’Or: genomineerd
- European Film Awards
  - 2005 - Best Short Film Award: genomineerd
- Plateauprijs
  - 2005 – Beste Belgische Kortfilm: genomineerd
- Tampere International Short Film Festival (Finland)
  - 2005 – Prijs van het Publiek / Internationale Competitie: gewonnen